# Кубок мира по лёгкой атлетике 1985
4-й Кубок мира по лёгкой атлетике прошёл 4—6 октября 1985 года на арене «Брюс-стэдиум» в Канберре, столице Австралии. В турнире приняли участие по 8 команд среди мужчин и женщин: 5 сборных континентов и 3 сильнейшие страны. На протяжении трёх дней участники боролись за командную победу по итогам 20 мужских и 16 женских легкоатлетических дисциплин.
К участию в Кубке мира 1985 года были допущены по 8 мужских и женских команд:
- США
- По 2 лучшие сборные по итогам Кубка Европы 1985 года ( СССР и  ГДР у мужчин и у женщин)
- 5 сборных континентов: Азия, Америка, Африка, Европа, Океания

В программе Кубка мира впервые был проведён женский бег на 10 000 метров.

## Формат
В каждой из проводимых дисциплин выступал один человек от команды. Команда-победитель определялась по наибольшей набранной сумме очков. Очки начислялись следующим образомː за победу в дисциплине — 8 очков, 2-е место — 7 очков, 3-е место — 6 очков, 4-е — 5 очков, 5-е — 4 очка, 6-е — 3 очка, 7-е — 2 очка, 8-е — 1 очко. Дисквалифицированные, сошедшие с дистанции, а также не имевшие зачётных попыток участники не получали ни одного очка.

## Соревнования
Главным событием соревнований стали два мировых рекорда, установленные легкоатлетками из ГДР. Марита Кох побила достижение в беге на 400 метров, став второй женщиной в истории, преодолевшей эту дистанцию быстрее 48 секунд — 47,60. Темп рекордсменки смогла поддержать Ольга Владыкина из СССР, которая установила новый рекорд СССР, несмотря на неудобную первую дорожку — 48,27.
Марита Кох стала первым участником Кубка мира, кто выиграл три дисциплины на одном турнире (200 и 400 метров, эстафета 4×400 метров). Суммарно с 1977 по 1985 годы она одержала семь побед в короткой истории Кубка — абсолютный рекорд среди мужчин и женщин.
Второй мировой рекорд был зарегистрирован в женской эстафете 4×100 метров. Зильке Гладиш, Сабина Ригер, Ингрид Ауэрсвальд и Марлис Гёр опередили ближайших конкуренток из СССР более чем на секунду, остановив секундомер на отметке 41,37.
В целом в женских соревнованиях доминировали спортсменки из ГДР. На их счету было 12 побед из 16 возможных, в 15 дисциплинах восточногерманские участницы оказывались в тройке сильнейших. Конкуренцию им пытались составить советские легкоатлетки, которые так же в 15 из 16 видов были в тройке, но среди них — только две победы.
Среди мужчин высокие результаты были показаны в метании копья. Немец Уве Хон отправил снаряд на 96,96 м, что стало пятым по дальности броском в истории дисциплины. Кубок мира 1985 года стал одним из последних крупных стартов, где использовалось копьё старого образца. С апреля 1986 года в целях безопасности стало использоваться копьё со смещённым центром тяжести, а регистрация рекордов началась с чистого листа.

## Критика турнира
Уже после четвёртого розыгрыша турнира ряд журналистов и специалистов высказали сомнения по поводу целесообразности его проведения. В 1983 году был проведён первый чемпионат мира, а с 1985 года в легкоатлетическом календаре появился Гран-при ИААФ — серия однодневных турниров, проводимых в течение всего сезона. При таком раскладе многие спортсмены отказывались от участия в соревнованиях, проводимых в сентябре—октябре, предпочитая отдых.
Высказывались мнения, что Кубок мира 1985 или 1989 года может стать последним в истории. Несмотря на подобные пессимистичные настроения, турнир впоследствии остался в календаре, главным образом благодаря стараниям Президента ИААФ Примо Небиоло.

## Командное первенство
Женская сборная ГДР одержала уверенную победу, взяв реванш у команды СССР за поражение на августовском Кубке Европы. Спортсменки из Восточной Германии в третий раз подряд выиграли командный зачёт турнира.
У мужчин чемпионами во второй раз в истории стали легкоатлеты США. Сборная СССР показала свой лучший результат на Кубке мира, впервые попав в тройку сильнейших команд. Ни до, ни после советским и российским мужчинам больше не удавалось занять призовое место на этих соревнованиях.
| Место | Команда | Очки |
| ----- | ------- | ---- |
| 1     | США     | 123  |
| 2     | СССР    | 115  |
| 3     | ГДР     | 114  |
| 4     | Европа  | 97,5 |
| 5     | Африка  | 81   |
| 6     | Америка | 80   |
| 7     | Океания | 65   |
| 8     | Азия    | 39,5 |

| Место | Команда | Очки  |
| ----- | ------- | ----- |
| 1     | ГДР     | 121   |
| 2     | СССР    | 105,5 |
| 3     | Европа  | 86    |
| 4     | Америка | 62,5  |
| 5     | США     | 61    |
| 6     | Океания | 52    |
| 7     | Азия    | 42    |
| 8     | Африка  | 41    |

## Результаты

### Сильнейшие в отдельных видах — мужчины
Сокращения: WR — мировой рекорд | AR — рекорд континента | NR — национальный рекорд | CR — рекорд Кубка мира

| Дисциплина                          | 1-е место                                                        | 1-е место             | 2-е место                                                            | 2-е место          | 3-е место                                                                           | 3-е место          |
| ----------------------------------- | ---------------------------------------------------------------- | --------------------- | -------------------------------------------------------------------- | ------------------ | ----------------------------------------------------------------------------------- | ------------------ |
| 100 м (ветер: −0,4 м/с)             | Бен Джонсон Америка/Канада                                       | 10,00 CR              | Чиди Имо Африка/Нигерия                                              | 10,11 AR           | Франк Эммельман ГДР                                                                 | 10,17              |
| 200 м (ветер: +0,5 м/с)             | Робсон да Силва Америка/Бразилия                                 | 20,44                 | Франк Эммельман ГДР                                                  | 20,51              | Даррен Кларк Океания/Австралия                                                      | 20,78              |
| 400 м                               | Майкл Фрэнкс США                                                 | 44,47 CR              | Томас Шёнлебе ГДР                                                    | 44,72              | Инносент Эгбунике Африка/Нигерия                                                    | 44,99              |
| 800 м                               | Сэмми Коскеи Африка/Кения                                        | 1.45,14               | Виктор Калинкин СССР                                                 | 1.45,72            | Агберто Гимарайнш Америка/Бразилия                                                  | 1.45,80            |
| 1500 м                              | Омер Халифа Африка/Судан                                         | 3.41,16               | Олаф Байер ГДР                                                       | 3.41,26            | Игорь Лоторёв СССР                                                                  | 3.41,92            |
| 5000 м                              | Даг Падилья США                                                  | 14.04,11              | Стефано Меи Европа/Италия                                            | 14.05,99           | Водайо Булти Африка/Эфиопия                                                         | 14.07,17           |
| 10 000 м                            | Водайо Булти Африка/Эфиопия                                      | 29.22,96              | Пат Портер США                                                       | 29.23,02           | Вернер Шильдхауэр ГДР                                                               | 29.25,63           |
| 3000 м с препятствиями              | Джулиус Кариуки Африка/Кения                                     | 8.39,51               | Хенри Марш США                                                       | 8.39,55            | Грэм Фелл Америка/Канада                                                            | 8.40,30            |
| 110 м с барьерами (ветер: +3,1 м/с) | Тони Кэмпбелл США                                                | 13,35                 | Сергей Усов СССР                                                     | 13,62              | Йорг Науман ГДР                                                                     | 13,76              |
| 400 м с барьерами                   | Андре Филлипс США                                                | 48,42                 | Александр Васильев СССР                                              | 48,61              | Харальд Шмид Европа/ФРГ                                                             | 48,83              |
| Прыжок в высоту                     | Патрик Шёберг Европа/Швеция                                      | 2,31 м CR             | Джеймс Ховард США                                                    | 2,28 м             | Хавьер Сотомайор Америка/Куба                                                       | 2,28 м             |
| Прыжок с шестом                     | Сергей Бубка СССР                                                | 5,85 м CR             | Филипп Колле Европа/Франция                                          | 5,60 м             | Тим Брайт США                                                                       | 5,40 м             |
| Прыжок в длину                      | Майк Конли США                                                   | 8,20 м (+0,3 м/с)     | Роберт Эммиян СССР                                                   | 8,09 м (+0,9 м/с)  | Ласло Сальма Европа/Венгрия                                                         | 8,09 м (+0,2 м/с)  |
| Тройной прыжок                      | Уилли Бэнкс США                                                  | 17,58 м (+1,5 м/с) CR | Олег Проценко СССР                                                   | 17,47 м (+0,6 м/с) | Христо Марков Европа/Болгария                                                       | 17,13 м (+1,8 м/с) |
| Толкание ядра                       | Ульф Тиммерман ГДР                                               | 22,00 м CR            | Сергей Смирнов СССР                                                  | 21,72 м            | Алессандро Андреи Европа/Италия                                                     | 21,14 м            |
| Метание диска                       | Георгий Колноотченко СССР                                        | 69,08 м CR            | Юрген Шульт ГДР                                                      | 68,30 м            | Луис Делис Америка/Куба                                                             | 67,60 м            |
| Метание молота                      | Юри Тамм СССР                                                    | 82,12 м CR            | Гюнтер Родехау ГДР                                                   | 78,44 м            | Джуд Логан США                                                                      | 76,68 м            |
| Метание копья                       | Уве Хон ГДР                                                      | 96,96 м CR            | Хейно Пуусте СССР                                                    | 87,40 м            | Том Петранофф США                                                                   | 87,34 м            |
| Эстафета 4×100 м                    | США · Харви Гланс · Кирк Баптист · Кэлвин Смит · Дуэйн Эванс     | 38,10                 | Америка Десай Уильямс Робсон да Силва Леандро Пеньяльвер Бен Джонсон | 38,31              | СССР · Николай Юшманов · Александр Семёнов · Александр Евгеньев · Владимир Муравьёв | 38,35              |
| Эстафета 4×400 м                    | США · Уолтер Маккой · Андре Филлипс · Рэй Армстед · Майкл Фрэнкс | 3.00,71               | ГДР · Франк Мёллер · Матиас Шерзинг · Гуидо Лиске · Томас Шёнлебе    | 3.00,82            | Океания Брюс Фрейн Гари Минихан Алан Озолинс Даррен Кларк                           | 3.01,35            |

### Сильнейшие в отдельных видах — женщины
| Дисциплина                          | 1-е место                                                           | 1-е место            | 2-е место                                                                       | 2-е место         | 3-е место                                                              | 3-е место         |
| ----------------------------------- | ------------------------------------------------------------------- | -------------------- | ------------------------------------------------------------------------------- | ----------------- | ---------------------------------------------------------------------- | ----------------- |
| 100 м (ветер: −0,6 м/с)             | Марлис Гёр ГДР                                                      | 11,10                | Грейс Джексон Америка/Ямайка                                                    | 11,30             |                                                                        |                   |
| 100 м (ветер: −0,6 м/с)             | Марлис Гёр ГДР                                                      | 11,10                | Марина Жирова СССР                                                              | 11,30             |                                                                        |                   |
| 200 м (ветер: −0,7 м/с)             | Марита Кох ГДР                                                      | 21,90                | Грейс Джексон Америка/Ямайка                                                    | 22,61             | Марина Жирова СССР                                                     | 22,66             |
| 400 м                               | Марита Кох ГДР                                                      | 47,60 WR CR          | Ольга Владыкина СССР                                                            | 48,27 NR          | Лилли Литервуд США                                                     | 50,43             |
| 800 м                               | Кристин Вахтель ГДР                                                 | 2.01,57              | Ярмила Кратохвилова Европа/Чехословакия                                         | 2.01,99           | Надежда Олизаренко СССР                                                | 2.02,17           |
| 1500 м                              | Хильдегард Кёрнер ГДР                                               | 4.10,86              | Равиля Аглетдинова СССР                                                         | 4.11,21           | Дойна Мелинте Европа/Румыния                                           | 4.19,66           |
| 3000 м                              | Ульрике Брунс ГДР                                                   | 9.14,65              | Татьяна Позднякова СССР                                                         | 9.15,65           | Синди Бремзер США                                                      | 9.21,15           |
| 10 000 м                            | Аурора Кунья Европа/Португалия                                      | 32.07,50 CR          | Мэри Найсли США                                                                 | 32.19,93          | Ольга Бондаренко СССР                                                  | 32.27,70          |
| 100 м с барьерами (ветер: −1,8 м/с) | Корнелия Ошкенат ГДР                                                | 12,72                | Гинка Загорчева Европа/Болгария                                                 | 12,72             | Светлана Гусарова СССР                                                 | 13,01             |
| 400 м с барьерами                   | Сабине Буш ГДР                                                      | 54,44 CR             | Джуди Браун-Кинг США                                                            | 55,10             | Дебби Флинтофф Океания/Австралия                                       | 55,34             |
| Прыжок в высоту                     | Стефка Костадинова Европа/Болгария                                  | 2,00 м CR            | Тамара Быкова СССР                                                              | 1,97 м            | Зузанне Хельм ГДР                                                      | 1,97 м            |
| Прыжок в длину                      | Хайке Дрекслер ГДР                                                  | 7,27 м (+0,7 м/с) CR | Галина Чистякова СССР                                                           | 7,00 м (−0,7 м/с) | Кэрол Льюис США                                                        | 6,88 м (+0,5 м/с) |
| Толкание ядра                       | Наталья Лисовская СССР                                              | 20,69 м              | Хайке Хартвиг ГДР                                                               | 19,98 м           | Гелена Фибингерова Европа/Чехословакия                                 | 19,17 м           |
| Метание диска                       | Мартина Опиц ГДР                                                    | 69,78 м CR           | Галина Савинкова СССР                                                           | 67,30 м           | Марица Мартен Америка/Куба                                             | 66,54 м           |
| Метание копья                       | Ольга Гаврилова СССР                                                | 66,80 м              | Петра Фельке ГДР                                                                | 66,22 м           | Фатима Уитбред Европа/Великобритания                                   | 65,12 м           |
| Эстафета 4×100 м                    | ГДР · Зильке Гладиш · Сабина Ригер · Ингрид Ауэрсвальд · Марлис Гёр | 41,37 WR CR          | СССР · Антонина Настобурко · Наталья Бочина · Марина Жирова · Эльвира Барбашина | 42,54             | Европа Ивона Пакула Гинка Загорчева Ева Писевич Ева Каспшик            | 43,38             |
| Эстафета 4×400 м                    | ГДР · Кирстен Эммельман · Сабине Буш · Дагмар Нойбауэр · Марита Кох | 3.19,49 CR           | СССР · Татьяна Алексеева · Ирина Назарова · Мария Пинигина · Ольга Владыкина    | 3.20,60           | Европа Росица Стаменова Эрика Росси Алена Булирова Ярмила Кратохвилова | 3.28,47           |